# Dariusz Wódke
Dariusz Wódke es un deportista polaco que compitió en esgrima, especialista en la modalidad de sable. Ganó tres medallas en el Campeonato Mundial de Esgrima en los años 1979 y 1981.

## Palmarés internacional
| Campeonato Mundial | Campeonato Mundial         | Campeonato Mundial | Campeonato Mundial |
| Año                | Lugar                      | Medalla            | Prueba             |
| ------------------ | -------------------------- | ------------------ | ------------------ |
| 1979               | Melbourne (Australia)      | Medalla de bronce  | Sable por equipos  |
| 1981               | Clermont-Ferrand (Francia) | Medalla de oro     | Sable individual   |
| 1981               | Clermont-Ferrand (Francia) | Medalla de bronce  | Sable por equipos  |